# Dahliphora dispar
Dahliphora dispar är en tvåvingeart som beskrevs av Borgmeier 1961. Dahliphora dispar ingår i släktet Dahliphora och familjen puckelflugor. Inga underarter finns listade i Catalogue of Life.